# Girusul postcentral

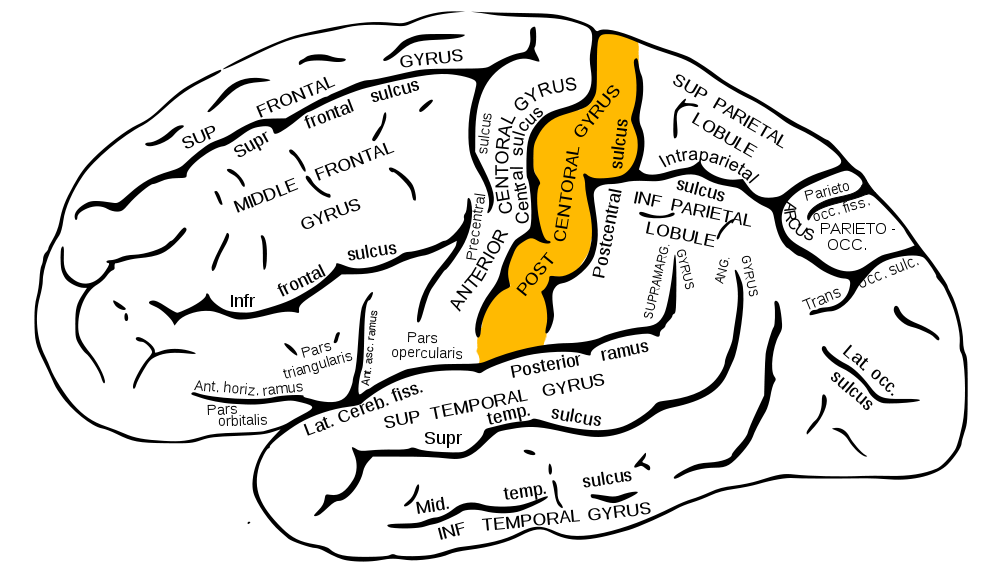
Girusul postcentral

Girusul postcentral

Girusul postcentral (Gyrus postcentralis), sau circumvoluția parietală ascendentă,  circumvoluția centrală posterioară, circumvoluția rolandică posterioară, girusul parietal ascendent, girusul central posterior este o circumvoluție pe fața laterală a emisferei cerebrale situată în porțiunea anterioară a lobului parietal, delimitată anterior de către șanțul central (fisura lui Rolando), posterior de șanțul postcentral, inferior de ramura posterioară a șanțului lateral cerebral și superior de marginea superioară a emisferei. Girusul postcentral se continuă superior pe fața medială a emisferului cu partea posterioară a lobulului paracentral - girusul paracentral posterior. Inferior, girusul postcentral se continuă prin intermediul opercului frontoparietal (rolandic) cu girusul precentral. Girusul postcentral reprezintă  aria (cortexul) primară somatosenzitivă.